# طلقة الزاوية

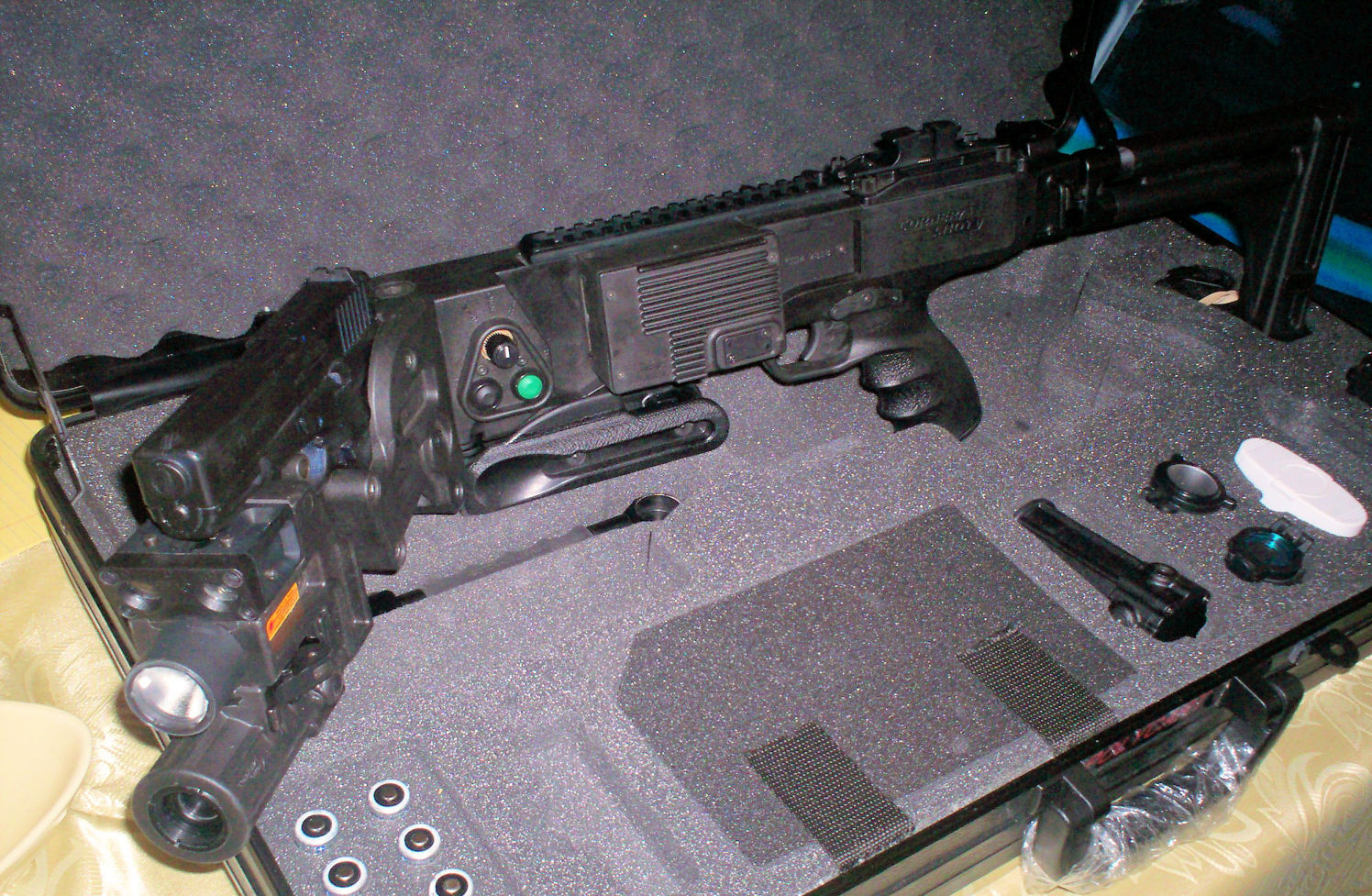
طلقة الزاوية

 طلقة الزاوية (بالإنجليزية: CORNER SHOT)‏ هو مفصل متحرك يركب في القسم الامامي للسلاح وتركب كاميرا فيديو ملونة قابلة للفصل. الجهاز من أمريكي-إسرائيلي ويسمح الجهاز بتحريك القسم الامامي من السلاح إلى اليمين واليسار أو إلى الامام، تمكن المستعمل من التفتيش من خلف الزويا بأمان عن الاهداف من خلال كاميرا الفيديو التي ترسل المشاهد إلى شاشة. تستخدم لتفتيش الممرات الضيقة في الشوارع، الغرف، بدرجة عالية من الدقة دون تعريض حياة الجندي للخطر.
السلاح فعال ضد الأهداف القاتلة التي تترصد الجندي خلف الزوايا في الحالات التكتيكية المتغيرة التي تصادف الوحدات الخاصة وقوات الشرطة التي تعمل في المناطق المبنية، وخصوصاً لدى اقتحام وتطير الابنية. تم تصميم البندقية من قبل اختصاصيين في مكافحة الإرهاب، حصلت على إعجاب قوات الشرطة والوحدات الخاصة في كثير من الدول.

## مميزات السلاح
- النظام يلائم كافة المسدسات قيد الاستعمال حالياً.
- يمكن تركيب بدل المسدس عيار 9 ملم أو غيره.
- كما يوجد نموذج أخرمع قاذف مقنبلات من نوع M203 عيار40 ملم ذو طلقة واحدة، لكن مع شاشة تحتوي على شبكة خاصة للتسديد.
- كاميرا بشاشة عرض قابلة للفصل التي تحتوي على خطين متقاطعين للتهديف.
- أخمس قابل للطي.
- يمكن أستعمال كاتم للصوت.
- تحتوي على بطارية قابلة للشحن والتبديل السريع.

## المستخدمون
- الصين [1]
- الولايات المتحدة
- المكسيك
- كوريا الجنوبية
- الولايات المتحدة
- إسرائيل